# Fotbollsföreningen Jaro Jalkapalloseura 2016

## Stagione
Nella stagione 2016 lo Jaro ha disputato l'Ykkönen, seconda serie del campionato finlandese di calcio, terminando il torneo al terzo posto con 44 punti conquistati in 27 giornate, frutto di 12 vittorie, 8 pareggi e 7 sconfitte. In Suomen Cup è sceso in campo a partire dal quarto turno, ma venendo poi eliminato al quinto turno dal VPS.

## Organico

### Rosa
| N. |                           | Ruolo | Calciatore               |
| -- | ------------------------- | ----- | ------------------------ |
| 2  | Costa d'Avorio (bandiera) | D     | Hassoma Bino Bamba       |
| 3  | Finlandia (bandiera)      | C     | Markus Kronholm          |
| 4  | Francia (bandiera)        | D     | Alberton Fortuné Macomba |
| 6  | Finlandia (bandiera)      | D     | Johan Brunell            |
| 7  | Finlandia (bandiera)      | C     | Thomas Kula              |
| 8  | Senegal (bandiera)        | C     | Papa Niang               |
| 9  | Messico (bandiera)        | A     | Alvarado Morín           |
| 10 | Finlandia (bandiera)      | C     | Jonas Emet               |
| 11 | Finlandia (bandiera)      | A     | Serge Atakayi            |
| 13 | Svezia (bandiera)         | A     | Alibek Aliev             |
| 13 | Finlandia (bandiera)      | A     | Tom Melarti              |
| 14 | Finlandia (bandiera)      | C     | Sergei Eremenko          |

| N. |                        | Ruolo | Calciatore      |
| -- | ---------------------- | ----- | --------------- |
| 15 | Guyana (bandiera)      | D     | Walter Moore    |
| 16 | Finlandia (bandiera)   | C     | Adam Vidjeskog  |
| 16 | Australia (bandiera)   | D     | Keagan Sheridan |
| 17 | Finlandia (bandiera)   | A     | Kevin Larsson   |
| 19 | Stati Uniti (bandiera) | C     | Josue Soto      |
| 20 | Finlandia (bandiera)   | D     | Oskar Sandström |
| 21 | Stati Uniti (bandiera) | D     | Kyle Curinga    |
| 22 | Canada (bandiera)      | C     | Jamar Dixon     |
| 22 | Finlandia (bandiera)   | A     | Samu Alanko     |
| 23 | Gambia (bandiera)      | P     | Sam Jammeh      |
| 25 | Finlandia (bandiera)   | P     | Emil Öhberg     |
| 30 | Ghana (bandiera)       | A     | Seth Paintsil   |

## Statistiche

### Statistiche di squadra
| Competizione | Punti | In casa | In casa | In casa | In casa | In casa | In casa | In trasferta | In trasferta | In trasferta | In trasferta | In trasferta | In trasferta | Totale | Totale | Totale | Totale | Totale | Totale | DR  |
| Competizione | Punti | G       | V       | N       | P       | Gf      | Gs      | G            | V            | N            | P            | Gf           | Gs           | G      | V      | N      | P      | Gf     | Gs     | DR  |
| ------------ | ----- | ------- | ------- | ------- | ------- | ------- | ------- | ------------ | ------------ | ------------ | ------------ | ------------ | ------------ | ------ | ------ | ------ | ------ | ------ | ------ | --- |
| Ykkönen      | 44    | 14      | 5       | 4       | 5       | 24      | 20      | 13           | 7            | 4            | 2            | 23           | 13           | 27     | 12     | 8      | 7      | 47     | 33     | +14 |
| Suomen Cup   | -     | 1       | 0       | 0       | 1       | 0       | 2       | 1            | 1            | 0            | 0            | 3            | 0            | 2      | 1      | 0      | 1      | 3      | 2      | +1  |
| Totale       | -     | 15      | 5       | 4       | 6       | 24      | 22      | 14           | 8            | 4            | 2            | 26           | 13           | 29     | 13     | 8      | 8      | 50     | 35     | +15 |